# Sexo

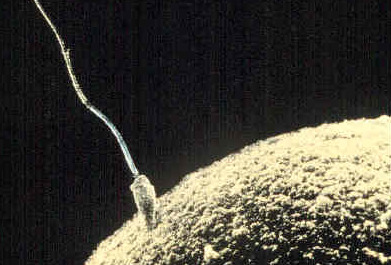
El éxito reproductivo del sexo en animales: la fusión de un espermatozoide y un óvulo, que al unirse crean un cigoto.

El sexo biológico alude a la anatomía física de un organismo biológico o de una persona, tanto a los órganos sexuales externos como a los atributos físicos derivados, los cromosomas sexuales y las estructuras reproductivas internas. Para la mayoría de las personas, los indicadores anatómicos del sexo se alinean de un modo binario, siendo su sexo masculino o femenino, sin embargo, también pueden darse variaciones intersexuales que son propias de la especie humana y de otras especie animales. La intersexualidad hace que el individuo nazca con una anatomía reproductiva o sexual que no se ajusta completamente a lo que se espera de un cuerpo femenino o un cuerpo masculino, debido a que el individuo nace con genitales o rasgos no normativos.
La reproducción sexual implica la combinación de células especializadas llamadas gametos para formar hijos que heredan el material genético, y por tanto los rasgos y naturaleza de ambos padres. Los gametos pueden ser idénticos en forma y función (isogametos), pero en algunos casos han evolucionado hacia una asimetría de tal manera que hay dos tipos de gametos específicos por sexo (heterogametos): los gametos masculinos son pequeños, móviles, y optimizados para el transporte de su información genética a cierta distancia; mientras que los gametos femeninos son grandes, no móviles y contienen los nutrientes necesarios para el desarrollo temprano del organismo joven.
El sexo de un organismo se define por los gametos que produce: los del sexo masculino producen gametos masculinos (espermatozoides) mientras que los de sexo femenino producen gametos femeninos (óvulos), los organismos individuales que producen tanto gametos masculinos como gametos femeninos se denominan hermafroditas. En la especie humana no existe el hermafroditismo, pero sí la intersexualidad (anteriormente llamada seudohermafroditismo), una anomalía física congénita que, en apariencia, tiene similitudes con el hermafroditismo. Con frecuencia las diferencias físicas se asocian con el sexo del organismo; este dimorfismo sexual puede reflejar las presiones reproductivas diferentes de cada sexo.
En la sexualidad humana el sexo biológico constituye uno de elementos de la identidad sexual, junto a la identidad de género, la expresión de género y la orientación sexual.

## Etimología
El término «sexo» deriva del latín sexus, por sectus, «sección, separación» y aparece usado por primera vez en De inventione I de Cicerón.[cita requerida]

## Evolución
Se considera que la reproducción sexual apareció por primera vez alrededor de hace 1000 millones de años, evolucionando dentro de ancestros de eucariotas unicelulares. La razón de la evolución inicial del sexo y las razones por las que ha sobrevivido hasta el presente son todavía materia de debate. Algunas de las teorías plausibles son: que el sexo crea la variación de la descendencia, el sexo ayuda a la propagación de características ventajosas, y que el sexo ayuda a la eliminación de los rasgos desfavorables; proceso que ocurre mediante la selección sexual.
La reproducción sexual es un proceso específico de las eucariotas, organismos cuyas células contienen un núcleo y mitocondrias. Además de los animales, las plantas y los hongos, otras eucariotas (por ejemplo, el parásito de la malaria) también participan en la reproducción sexual. Algunas bacterias utilizan la conjugación, que es una transferencia de material genético entre las células, y aunque no es lo mismo que la reproducción sexual, se traduce también en la mezcla de los rasgos genéticos.
Lo que se considera la definición de la reproducción sexual es la diferencia entre los gametos y la naturaleza binaria de la fertilización. La multiplicidad de tipos de gametos dentro de una especie aún se consideran una forma de reproducción sexual. Sin embargo, células terceras que no son gametos se conocen en los animales multicelulares.
Mientras que la evolución del sexo en sí se remonta a la etapa de célula eucariota, el origen de la determinación del sexo cromosómico es más reciente. El sistema ZW para la determinación del sexo es compartido por las aves, algunos peces y algunos crustáceos. La mayoría de los mamíferos y también algunos insectos (Drosophila) y plantas (Ginkgo) utilizan la determinación XY. La determinación X0 se encuentra en ciertos insectos.
Los cromosomas ZW y XY no contienen genes similares, y comparando los pollos y los humanos, el cromosoma Z se asemeja al cromosoma 9 del autosoma humano, en lugar de X o Y, sugiriendo que la determinación del sexo ZW y XY no comparten su origen, sino que los cromosomas sexuales se derivan de los cromosomas autosómicos del antepasado común de aves y mamíferos. No obstante en un documento de 2004 que compara el cromosoma Z del pollo con el cromosomas X del ornitorrinco, se sugiere que los dos sistemas están relacionados.

## Reproducción sexual

Ciclo de vida de la reproducción sexual a través de etapas de organismos haploides y diploides.

La reproducción sexual es un proceso donde los organismos forman la descendencia, que combina las características genéticas de ambos padres. El material genético, agrupado en los cromosomas, es transmitido de una generación a la siguiente en este proceso. Cada célula de la descendencia tiene 2n cromosomas, de los cuales la mitad (n) proceden de la madre y la otra mitad del padre (n). Los organismos con un número de cromosomas doble (2n) se denominan «diploides». Los gametos se generan en un proceso denominado meiosis, en el cual las células madre se dividen produciendo células haploides con solo un juego de cromosomas (n). La meiosis implica también una etapa inicial de entrecruzamiento cromosómico, en que los cromosomas intercambian una parte de su información genética. El cruzamiento y la fertilización (la recombinación de los conjuntos de cromosomas para hacer una nueva célula diploide) dan como resultado el nuevo organismo que contiene un material genético que procede de una selección aleatoria del material genético de los padres. 
En muchos organismos la etapa haploide se ha reducido a solo la producción de gametos especializados en recombinarse y formar un nuevo organismo diploide, en otros, los gametos son capaces de experimentar la división celular para producir organismos multicelulares haploides. En cualquier caso, los gametos pueden ser externamente similares, sobre todo en el tamaño (isogamia), o puede haber evolucionado una asimetría de tal manera que los gametos son diferentes en tamaño y otros aspectos (heterogamia). Por convención, el gameto más grande (llamado óvulo) se considera femenino, mientras que el más pequeño (llamado espermatozoide) se considerada masculino. Un individuo que produce gametos grandes es de sexo femenino, y el que produce pequeños gametos es de sexo masculino. Al individuo que produce los dos tipos de gametos se le denomina hermafrodita; en algunos casos, como las plantas, los hermafroditas son capaces de autofertilizarse y producir descendencia sin la intervención de un segundo organismo. No obstante, también es frecuente que los organismos hermafroditas crucen entre sí los gametos

### Animales

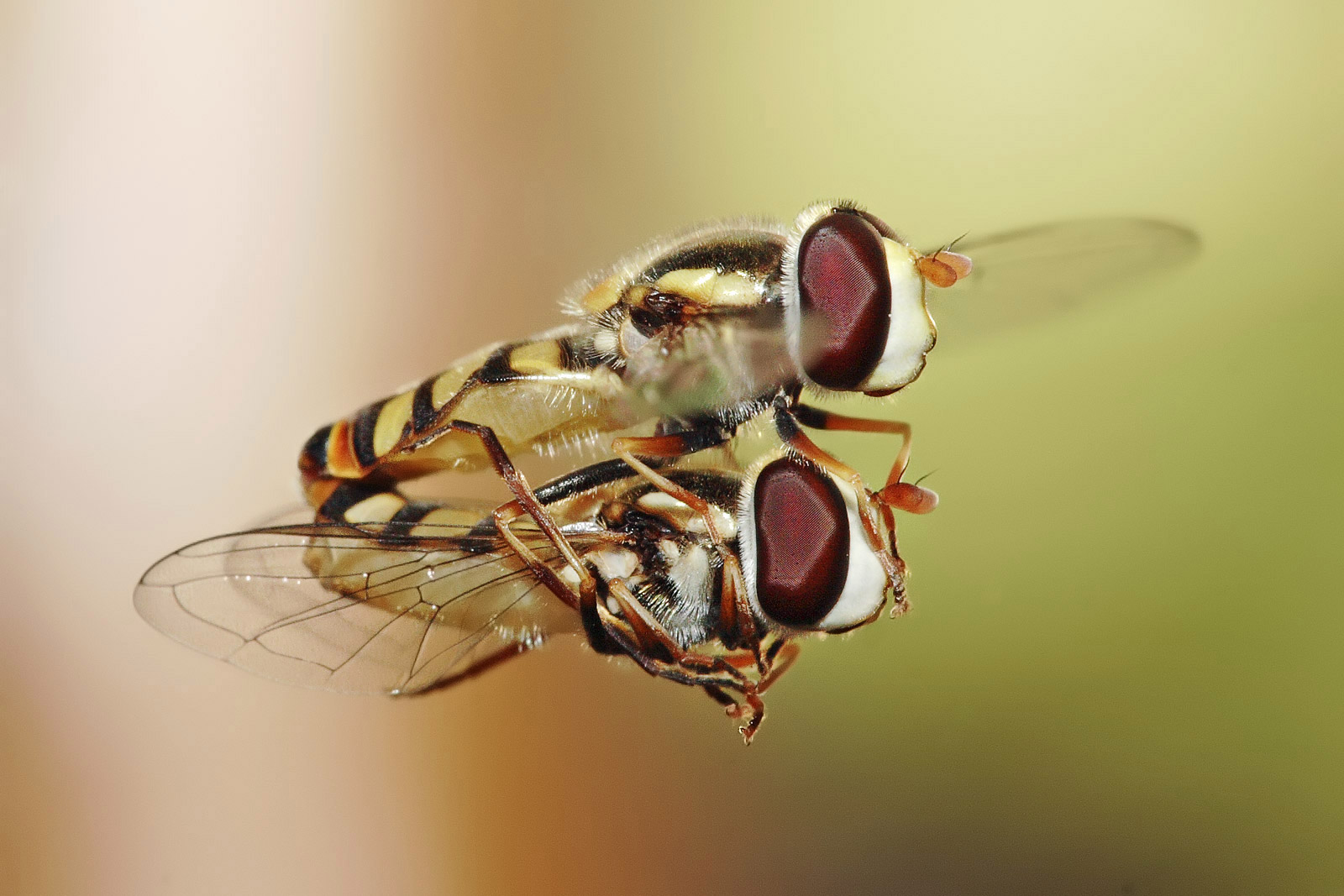
Sirfidos participando en la relación sexual.

La mayoría de los animales se reproducen sexualmente, y son organismos diploides, con la etapa haploide reducida a los gametos unicelulares. Los gametos de animales tienen formas masculinas y femeninas, los espermatozoides y los óvulos. Estos gametos se combinan para formar embriones que se desarrollan en un nuevo organismo.
El gameto masculino, el espermatozoide (producido en un testículo), es una pequeña célula que contiene un solo flagelo largo que lo propulsa. Los espermatozoides son células muy pequeñas, que carecen de muchos componentes celulares que serían necesarios para el desarrollo embrionario. Están especializados en la motilidad, la búsqueda de un óvulo para después fusionarse con él en el proceso llamado fecundación.
Los gametos femeninos son los óvulos (producido en los ovarios), grandes células inmóviles que contienen los nutrientes y los componentes celulares necesarios para el desarrollo del embrión. Los óvulos se asocian a menudo con otras células que apoyan el desarrollo del embrión, formando un huevo. En los mamíferos, el embrión fertilizado se desarrolla dentro del individuo con sexo femenino, que reciben nutrición directamente de su madre.
Los animales suelen ser móviles y buscan una pareja del sexo opuesto para el apareamiento. Los animales que viven en el agua pueden aparearse con fertilización externa, donde los óvulos y los espermatozoides se liberan y se combinan en el agua circundante. La mayoría de los animales que viven fuera del agua, deben transferir el esperma del macho a la hembra para lograr la fertilización interna.
En la mayoría de las aves, tanto la excreción como la reproducción se realiza a través de una sola abertura posterior, llamado cloaca, machos y hembras pájaro hacen contacto en la cloaca para la transferencia de esperma, un proceso llamado «beso cloacal». En muchos animales terrestres, los machos usan órganos sexuales especializados para ayudar al transporte de los espermatozoides, al órgano sexual masculino se le llama órgano copulador. En los seres humanos y otros mamíferos este órgano masculino se denomina pene, y penetra en el tracto reproductivo femenino (llamado vagina) para lograr la inseminación, en un proceso conocido como coito. El pene contiene un tubo a través del cual viaja el semen (un líquido que contiene espermas). En las hembras de los mamíferos la vagina se conecta con el útero, órgano que apoya directamente el desarrollo del embrión fertilizado en su interior (gestación).
Debido a su movilidad, el comportamiento sexual animal puede implicar relaciones sexuales coercitivas. La inseminación traumática, por ejemplo, es utilizada por algunas especies de insectos para inseminar a las hembras a través de una herida en región abdominal - un proceso perjudicial para la salud de la hembra.

### Plantas
Como los animales, las plantas han desarrollado gametos masculinos y femeninos especializados para la reproducción. En la mayoría de las plantas conocidas, los gametos masculinos están contenidos dentro de sacos duros, formando el polen. Los gametos femeninos de las plantas se encuentran dentro de óvulos, una vez fecundado por el polen estas forman semillas de tal forma que, como los huevos, contienen los nutrientes necesarios para el desarrollo de la planta embrionaria.
Muchas plantas tienen flores, que son los órganos sexuales de las plantas. Las flores son generalmente hermafroditas, producen tanto los gametos masculinos como los femeninos. La parte femenina, en el centro de una flor, son los carpelos, uno o más de ellos pueden ser combinados para formar un solo pistilo. Dentro de los carpelos hay óvulos que se desarrollan en semillas después de la fecundación. La parte masculina de la flor son los estambres: estos órganos filamentosos largos se colocan entre el pistilo y los pétalos, produciendo así el polen en las puntas. Cuando aterriza un grano de polen en la parte superior de un carpelo, los tejidos de las plantas reaccionan para transportar el grano hasta el carpelo y unirse con un óvulo, formando semillas.

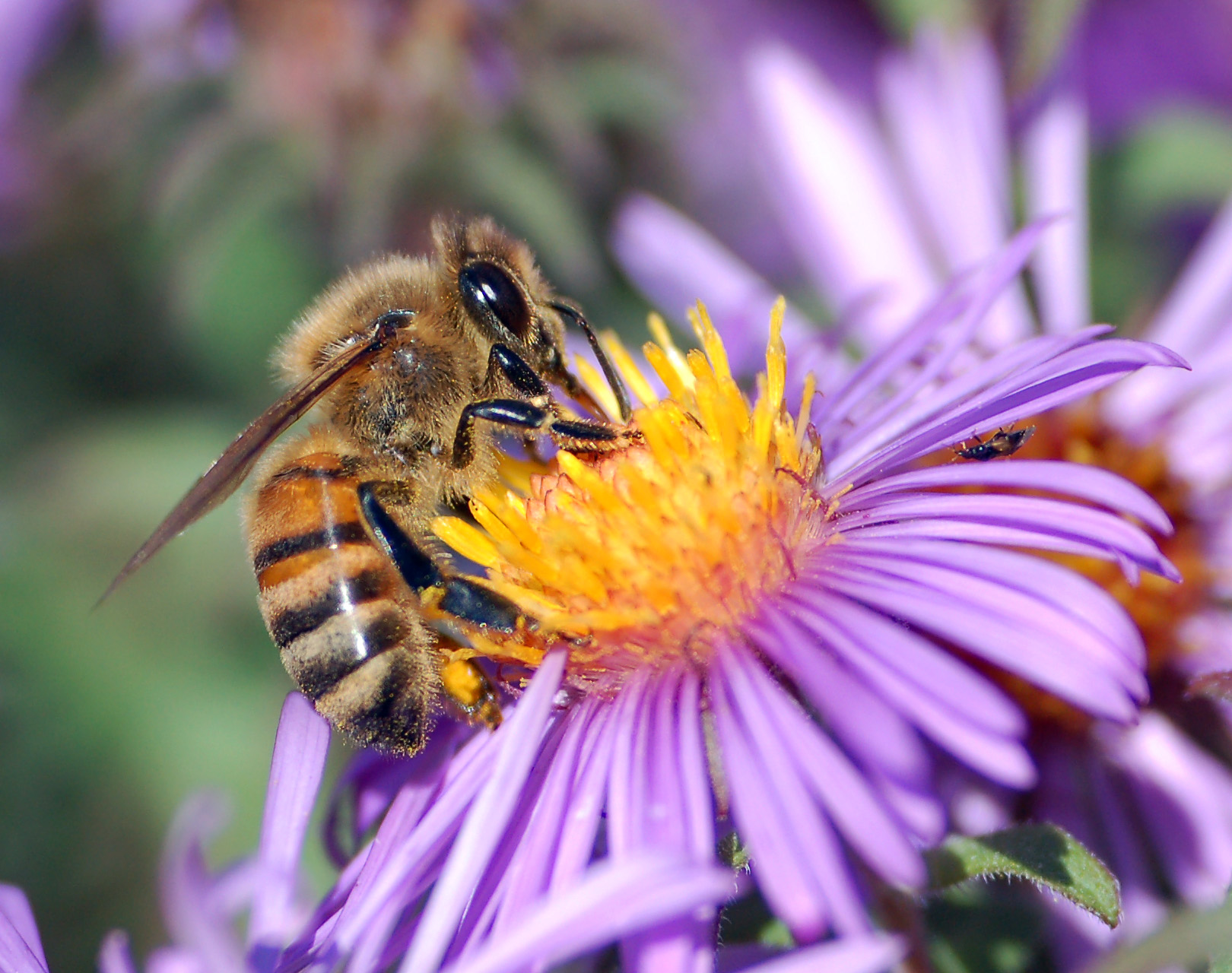
Polinización gracias al transporte de polen de insectos

En los pinos y en otras coníferas los órganos sexuales son los conos de coníferas y tienen formas masculina y femenina. Los conos femeninos más comunes suelen ser más duraderos, conteniendo los óvulos dentro de ellos. Los conos masculinos son más pequeños y producen polen que es transportado por el viento y puede de esta forma llegar a los conos femeninos. Al igual que con las flores, las semillas se forman dentro del cono hembra después de la polinización.
Debido a que las plantas son inmóviles, dependen de los métodos pasivos para el transporte de granos de polen a otras plantas. Muchas plantas, incluyendo coníferas y pastos, producen polen ligero que es llevado por el viento a las plantas vecinas. Otras plantas tienen polen más pesado el cual es pegajoso y está especializado en el transporte que hacen algunos insectos, colibríes y murciélagos. Las plantas atraen a estos animales con el néctar de las flores que contienen, y estos transportan el polen cuando se desplazan a otras flores, que también contienen los órganos reproductores femeninos, lo que resulta en la polinización.

### Hongos

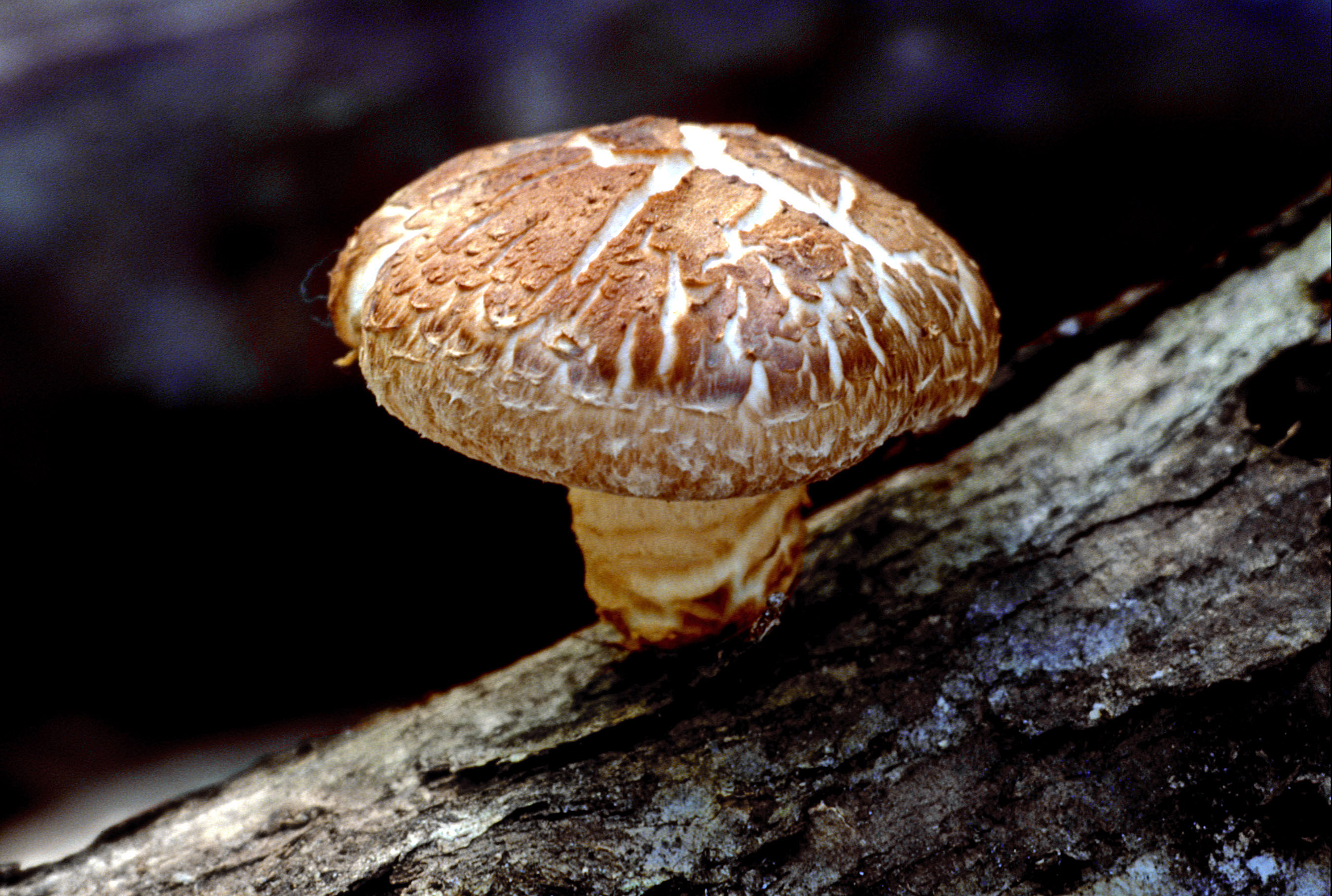
Las setas son los órganos reproductores de muchos hongos superiores.

La mayoría de los hongos se reproducen sexualmente y tienen una etapa haploide y otra diploide en su ciclo biológico. Estos hongos son típicamente isogámicos: los hongos haploides (n) crecen en contacto entre sí, para después fusionar sus células. En algunos de estos casos, la fusión es asimétrica, y hay una célula que solo dona el núcleo (no acompañado por el material celular) y por este hecho puede asemejarse a una célula «masculina».
Algunos hongos, como la levadura de panadería, poseen tipos sexuales que se asemejan a la dualidad de los roles masculinos y femeninos. Por ejemplo, levaduras con el mismo tipo sexual no se fusionarán entre sí para formar células diploides, sino solamente con levaduras que lleven el otro tipo sexual.
Algunos hongos producen setas como parte de su reproducción sexual. En las setas se forman células diploides que luego se dividen en esporas haploides que podrán ser dispersadas para formar un nuevo individuo mediante mitosis.

## Determinación sexual

El sexo ayuda a la propagación de características dominantes a través de la recombinación. Los diagramas comparan la frecuencia de la evolución de los alelos en una población sexual (arriba) y una población asexual (abajo). El eje vertical muestra la frecuencia y el eje horizontal muestra el tiempo. Los alelos a/A y en b/B ocurren al azar. Los alelos dominantes A y B, que surgen de forma independiente, puede ser rápidamente combinados por la reproducción sexual en una combinación más dominante AB. La reproducción asexual requiere más tiempo para lograr esta combinación, ya que solo puede producir AB si A se presenta en un individuo que ya cuenta con B, o viceversa.

El sistema sexual más básico es aquel en el que todos los organismos son hermafroditas, producen los gametos masculinos y femeninos; este es el caso de algunos animales (caracoles, por ejemplo) y la mayoría de las plantas con flores. En muchos casos, sin embargo, la especialización sexual ha evolucionado de tal manera que unos organismos solo producen gametos masculinos y otros solo femeninos. La causa biológica para que un organismo desarrolle uno u otro tipo de los dos sexos se llama determinación sexual.
En la mayoría (95% de las especies animales) 
 
con especialización sexual, los organismos son bien de sexo masculino (solo producen gametos masculinos) o de sexo femenino (solo producen gametos femeninos).

Hay excepciones comunes, por ejemplo, en el gusano redondo C. elegans los dos sexos son hermafroditas y masculinos (un sistema llamado androdioecia).
A veces el desarrollo de un organismo es intermedio entre machos y hembras, una condición llamada intersexualidad biológica. En algunos casos los individuos intersexuales se les llama «hermafrodita», pero, a diferencia de los hermafroditas biológicos, los animales intersexuales son casos poco comunes y generalmente no son fértiles, tanto en los aspectos masculinos como femeninos.
En el caso de los seres humanos, hasta la quinta semana de gestación, el sexo anatómico del feto es indeterminado. Es entonces cuando intervienen dos grupos de genes, cuya expresión hará que el sexo del individuo sea más o menos próximo al que está determinado por sus cromosomas sexuales. Estos genes estimularán el desarrollo de los órganos genitales masculinos o femeninos, o de ambos en el caso de ciertas personas intersexuales.

### Sexo genético
En el sistema XY para la determinación del sexo, el sexo de un organismo está determinado por el genoma que hereda. La determinación del sexo genético por lo general depende de asimétrica heredada por los cromosomas sexuales los cuales guardan las características genéticas que influyen en el desarrollo; el sexo puede ser determinada por la presencia de un cromosoma sexual o por la cantidad de estos en un organismo. La determinación genética del sexo, se da ya que está determinada por la clasificación de los cromosomas, por lo general la descendencia masculina y femenina resulta en una proporción de 1:1.

Como los humanos y otros mamíferos, el mosquito común de fruta tiene un sistema XY para la determinación del sexo.

Los seres humanos y otros mamíferos tienen un sistema XY para la determinación del sexo: el cromosoma Y contiene los factores responsables para activar/determinar el desarrollo de un individuo masculino. El sexo por defecto, en ausencia de un cromosoma Y, es el femenino. Por lo tanto, los mamíferos XX son hembras y XY son machos. La determinación del sexo XY se encuentra en otros organismos, incluyendo la mosca de la fruta y algunas plantas. En algunos casos, incluso en la mosca de la fruta, es el número de cromosomas X el que determina el sexo en lugar de la presencia de un cromosoma Y (ver más abajo).
En las aves, que tienen un sistema ZW para la determinación del sexo, ocurre todo lo contrario: el cromosoma W contiene a los factores responsables para el desarrollo de las hembras, y el desarrollo por defecto es el sexo masculino En este caso, los individuos ZZ son machos y ZW son hembras. La mayoría de las mariposas y polillas también tienen un sistema ZW para la determinación del sexo. En ambos sistemas para la determinación del sexo ya sea XY o ZW, el cromosoma sexual que es el encargado de llevar los factores esenciales para activar el desarrollo de un individuo con un sexo en específico es a menudo mucho más pequeño, llevando poco más de los genes necesarios para activar el desarrollo de este.
Muchos insectos utilizan un sistema de determinación sexual basado en el número de cromosomas sexuales. A este método se denomina «sistema X0 para la determinación del sexo», el 0 indica la ausencia de los cromosomas sexuales. Todos los demás cromosomas en estos organismos son diploides, pero los organismos pueden heredar uno o dos cromosomas X. En los grillos de campo, por ejemplo, los insectos con un solo cromosoma X se desarrollan en machos, mientras que con dos X se desarrollan en hembras. En el nematodo C. elegans, la mayoría de los gusanos son autógamas hermafroditas XX, pero en ocasiones las anomalías en la herencia cromosómica regularmente da lugar a individuos con un solo cromosoma X—estos individuos X0 son machos fértiles (y la mitad de sus descendencia son machos).
Otros insectos, incluyendo abejas y hormigas, utilizan un sistema haplodiploidía para la determinación sexual. En este caso los individuos diploides son generalmente hembras, y los individuos haploides (que se desarrollan a partir de huevos no fecundados) son machos. Este sistema de determinación sexual resulta en una tendencia alta en el índice de masculinidad, debido a que el sexo de la descendencia es determinado por la fertilización en lugar de la variedad de los cromosomas durante la meiosis.

### Sexo no genético

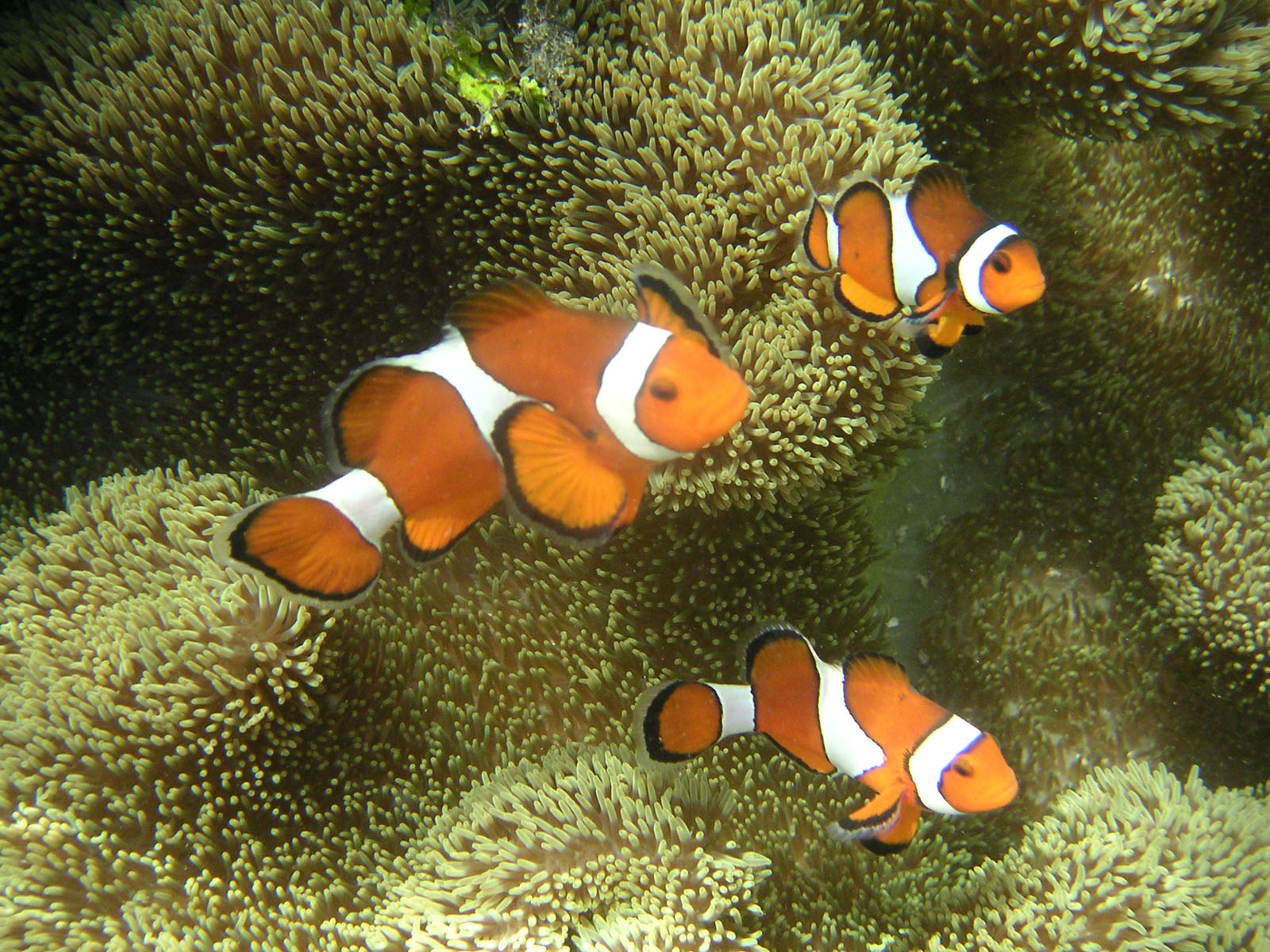
Los peces payaso son inicialmente machos, el pez más grande en un grupo se convierte en hembra.

Para muchas especies el sexo no está determinado por los rasgos heredados, sino por factores ambientales que experimentan en el desarrollo o más tarde en su vida. Muchos reptiles dependen del sistema de determinación sexual por temperatura: la temperatura experimentada en embriones durante su desarrollo determina el sexo del organismo. En algunas tortugas, por ejemplo, los machos se producen a temperaturas de incubación más bajas que en las hembras, estas diferencias de temperaturas son tan críticas que un cambio de 1-2 °C pueden hacer la diferencia.
Muchos peces cambian de sexo a lo largo de su vida, un fenómeno llamado hermafroditismo secuencial. En los peces payaso, los peces más pequeños son machos, y el pez más grande y dominante en un grupo se convierte en hembra. En muchos lábridos ocurre todo lo contrario, la mayoría de los peces son inicialmente hembras y se convierten en machos cuando alcanzan un cierto tamaño. Las hermafroditas secuenciales pueden producir dos tipos de gametos en el curso de su vida, pero en un momento dado estos son o machos o hembras.
La mayoría de helechos son hermafroditas, pero las plántulas que nacen cerca de ejemplares adultos se desarrollan como machos por influencia de las hormonas residuales.

## Dimorfismo sexual

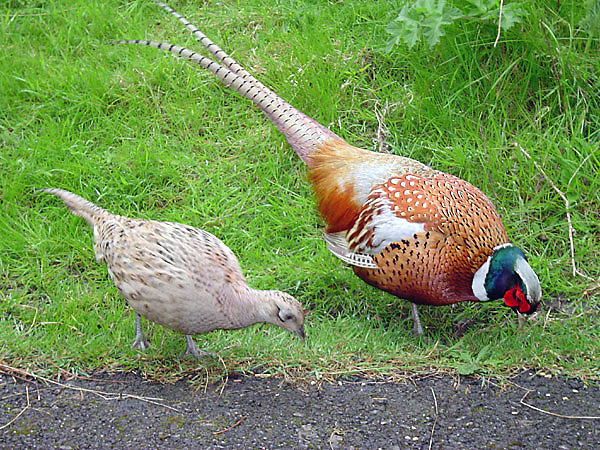
Los faisanes son sexualmente dimórficos tanto en el tamaño como en la apariencia.

Muchos animales tienen diferencias entre el sexo masculino y el femenino en tamaño y en apariencia, un fenómeno conocido como dimorfismo sexual. Los dimorfismos sexuales son a menudo asociados con la selección sexual, la competencia entre individuos de un sexo para aparearse con el sexo opuesto. Las astas de ciervo macho, por ejemplo, se utilizan en el combate entre los machos para ganar la posibilidad para reproducirse con la venado hembra. En muchos casos, el macho de una especie es de mayor tamaño; en los mamíferos las especies con un gran dimorfismo sexual tienden a tener sistemas de apareamiento polígamos, probablemente debido a la selección para poder competir mejor con otros machos.
Otros animales, incluyendo la mayoría de los insectos y los peces, las hembras tienen un mayor tamaño. Esto puede estar asociado con el costo de la producción de óvulos, lo que requiere más nutrientes que la producción de espermatozoides; las hembras más grandes son capaces de producir más huevos. En ocasiones, este dimorfismo es extremo y los machos se ven obligados a vivir como parásitos dependientes de la hembra.
Entré las aves los machos suelen tener un aspecto más colorido y pueden tener características (como la larga cola del pavo real macho) que parecen poner al organismo en situación de desventaja (por ejemplo, los colores brillantes de un pájaro lo hace más visibles a los depredadores). Una explicación propuesta para esto es el principio de handicap. Esta hipótesis dice que, al demostrar el macho que puede sobrevivir a tales dificultades, demuestra su aptitud genética ante las hembras; los rasgos beneficiarán a sus hijas, así estas no serán agravadas con las desventajas.